# António Pereira (atleta)
António Pereira, (Alfena, 10 de Julho de 1975) é um atleta português especialista em marcha atlética.
O seu clube é o Sporting Clube de Braga.

## Resultados
| Evento                                    | Pos.         | Tempo        | Data                  | Local        |
| Marcha 20 km                              | Marcha 20 km | Marcha 20 km | Marcha 20 km          | Marcha 20 km |
| ----------------------------------------- | ------------ | ------------ | --------------------- | ------------ |
| Taça do Mundo de Marcha Atlética          | 49           | 1:31:57      | 12 de outubro de 2002 | Turim        |
| Marcha 50 km                              |              |              |                       |              |
| Jogos Olímpicos de Verão de 2008          | 11           | 3:48:12      | 22 de agosto de 2008  | Pequim       |
| Taça do Mundo de Marcha Atlética          | 16           | 3:53:11      | 11 de maio de 2008    | Cheboksary   |
| Campeonato Mundial de Atletismo de 2007   | 15           | 4:02:09      | 1 de setembro de 2007 | Osaka        |
| Campeonato da Europa de Atletismo de 2006 | 20           | 4:07:46      | 10 de agosto de 2006  | Gotemburgo   |
| Taça do Mundo de Marcha Atlética          | 22           | 3:58:39      | 14 de maio de 2006    | Corunha      |
| Taça do Mundo de Marcha Atlética          | 25           | 4:07:30      | 1 de maio de 2004     | Naumburg     |

## Recordes pessoais
- 20 km marcha: 1.25.34 (2009)
- 50 km marcha: 3.48.12 (2008)